# مؤشر بورصة

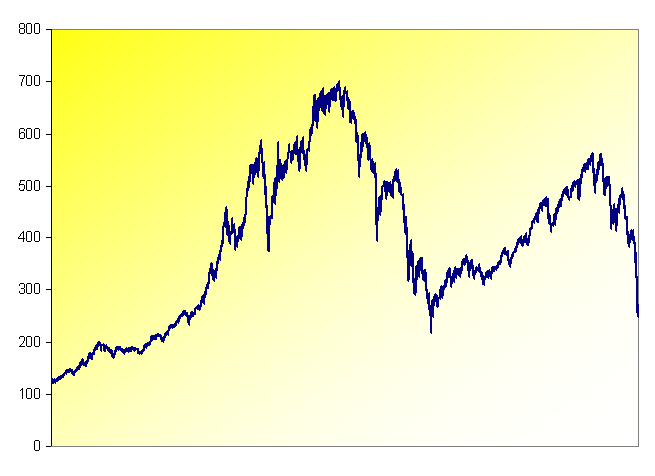

مؤشر البورصة هو مؤشر قياس أسعار الأسهم في السوق على أساس يومي عمومًا. وهو مجموع سعر الأسهم مضروبا بحجم الشركة في السوق. بحيث يكون موجبًا حين يكون عدد الأسهم التي ارتفعت أسعارها أكثر من عدد الأسهم التي انخفضت أسعارها خلال اليوم ذاته والعكس صحيح.
المؤشر بمنزلة مقياس الحرارة للسوق ويظهر إن كان مستوى السوق قد ارتفع أو انخفض ويحسب الارتفاع والانخفاض على أساس تغير مستوى المؤشر بالنقطة حيث يحتسب مستوى مبدئى للمؤشر يُعرف التغير قياسًا عليه. تقيس المؤشرات في أسواق الأوراق المالية مستوى الأسعار حيث تقوم على عينة من أسهم الشركات التي تُداول في السوق المالية وتُختار العينة بطريقة تتيح للمؤشر أن يظهر حالة السوق التي يهدف المؤشر إلى قياسها. بعض المؤشرات يقيس حالة السوق قياسًا عامًا، مثل مؤشر داوجونز لمتوسط الصناعة ومؤشر ستاندرد آند بورز.500 ومنها مؤشرات قطاعية وهي التي تقيس حالة السوق نسبة إلى قطاع أو صناعة معينة مثل مؤشر داوجونز لصناعة النقل، ومؤشر ستناندرد آند بورز لصناعة الخامات. 

## أهمية المؤشرات وعلاقتها بالحالة الاقتصادية
المؤشرات في أسواق المال هي مرآة للحالة الاقتصادية، أما مؤشرات أسعار الأسهم فهي فضلاً عن ذلك تتنبأ بالحالة الاقتصادية المستقبلية قبل حدوث أي تغير على الأسهم بفترة زمنية. وهناك بعض الصفات التي تطلق على أسواق الأوراق المالية، فعندما تكون حركة مؤشر أسعار الأسهم المتوقعة تتجه نحو الصعود فهنا يطلق على سوق الأوراق المالية السوق الصعودي وبالعكس يكون السوق النزولي.

## أنواع المؤشرات
للمؤشرات أنواع عديدة وكلٌ يستعمل لغايته، ومن الأنواع المنتشرة هو المؤشرات لكبرى الشركات المدرجة في البورصات. بعض المؤشرات تشمل كافة الأسهم المدرجة في السوق. وبعضها متخصص بقطاعات معينة.

## بعض المؤشرات
- يورونكست العالمي
- النيكاي الياباني
- الداكس 30 الألماني
- الكاك 40 الفرنسي
- الداو جونز الأمريكي
- الفوتسي 100 البريطاني
- مازي المغربي
- ال EGX30 المصري